# Rivaldo Vitor Borba Ferreira
Rivaldo Vitor Borba Ferreira, més conegut com a Rivaldo (Recife, 19 d'abril de 1972), és un exfutbolista brasiler. Va iniciar la seva carrera al Palmeiras l'any 1994, i després de vint-i-quatre anys com a davanter d'equips d'arreu del món i de la selecció brasilera de futbol (amb la qual es va proclamar campió del món l'any 2002), el març de 2014 va anunciar la seva retirada com a futbolista professional.

## Biografia
Amb un físic privilegiat (1.86 metres i 80 kg), jugava en la majoria de posicions de l'atac, preferiblement pel centre o la banda esquerra. Futbolista esquerrà d'excel·lent tècnica i fantàstic llançament a pilota aturada. Va marcar 11 dels seus 113 gols a la lliga espanyola en xuts de falta.
Va arribar a Espanya a través del Deportivo de La Coruña, que el va fitxar al Palmeiras brasiler. Al club gallec hi va destacar ràpidament, fet que va provocar que el FC Barcelona no dubtés a l'hora de pagar els 4.000 milions de pessetes (uns 24 milions d'euros) de la seva clàusula de rescissió l'estiu de 1997, just després que Ronaldo hagués marxat del club català.
Al club català, Rivaldo va aconseguir guanyar dues lligues consecutives i fama mundial. Tot plegat el va portar a la titularitat de la selecció brasilera, amb la qual es va proclamar campió del món l'any 2002 al Mundial de Corea i Japó. A més, va ser guardonat amb la Pilota d'Or l'any 1999. També va esdevenir el jugador del FC Barcelona que més gols havia marcat en competicions europees fins al moment en tota la història del club, amb un total de 31 gols.
Amb la selecció brasilera participà en els Mundials de 1998 i 2002.
Tot i aquests guardons, Rivaldo va acabar enemistat amb el llavors entrenador Louis van Gaal, a qui recriminava que el fes jugar enganxat a la banda esquerra.

## Trajectòria
| Equip               | Temporada | Lliga   | Lliga | Copa    | Copa | Continental | Continental | Total   | Total |
| Equip               | Temporada | Partits | Gols  | Partits | Gols | Partits     | Gols        | Partits | Gols  |
| ------------------- | --------- | ------- | ----- | ------- | ---- | ----------- | ----------- | ------- | ----- |
| Mogi Mirim          | 1992      | 30      | 10    | -       | -    | -           | -           | 30      | 10    |
| Mogi Mirim          | Total     | 30      | 10    | -       | -    | -           | -           | 30      | 10    |
| Corinthians         | 1993      | 19      | 11    | -       | -    | -           | -           | 19      | 11    |
| Corinthians         | 1994      | 22      | 6     | -       | -    | -           | -           | 22      | 6     |
| Corinthians         | Total     | 41      | 17    | -       | -    | -           | -           | 41      | 17    |
| Palmeiras           | 1994      | 29      | 13    | -       | -    | -           | -           | 29      | 13    |
| Palmeiras           | 1995      | 45      | 17    | -       | -    | -           | -           | 45      | 17    |
| Palmeiras           | 1996      | 30      | 23    | -       | -    | -           | -           | 30      | 23    |
| Palmeiras           | Total     | 104     | 53    | -       | -    | -           | -           | 104     | 53    |
| Deportivo la Coruña | 1996–97   | 41      | 21    | 5       | 1    | -           | -           | 46      | 22    |
| Deportivo la Coruña | Total     | 41      | 21    | 5       | 1    | -           | -           | 46      | 22    |
| FC Barcelona        | 1997–98   | 34      | 19    | 9       | 8    | 8           | 0           | 51      | 28    |
| FC Barcelona        | 1998–99   | 37      | 24    | 5       | 2    | 6           | 3           | 48      | 29    |
| FC Barcelona        | 1999-00   | 31      | 12    | 5       | 1    | 14          | 10          | 50      | 23    |
| FC Barcelona        | 2000–01   | 35      | 23    | 5       | 2    | 13          | 11          | 53      | 36    |
| FC Barcelona        | 2001–02   | 20      | 8     | 0       | 0    | 13          | 6           | 33      | 14    |
| FC Barcelona        | Total     | 157     | 86    | 24      | 13   | 54          | 30          | 235     | 130   |
| AC Milan            | 2002–03   | 22      | 5     | ?       | ?    | 13          | 2           | 35      | 7     |
| AC Milan            | 2003–04   | 0       | 0     | 0       | 0    | 0           | 0           | 0       | 0     |
| AC Milan            | Total     | 22      | 5     | ?       | ?    | 13          | 2           | 35      | 7     |
| Cruzeiro            | 2004      | 2       | 1     | -       | -    | -           | -           | 2       | 1     |
| Cruzeiro            | Total     | 2       | 1     | -       | -    | -           | -           | 2       | 1     |
| Olympiakos FC       | 2004–05   | 23      | 12    | ?       | ?    | 6           | 1           | 29?     | 13?   |
| Olympiakos FC       | 2005–06   | 22      | 7     | ?       | ?    | 5           | 2           | 27?     | 9?    |
| Olympiakos FC       | 2006–07   | 25      | 17    | ?       | ?    | 6           | 0           | 31?     | 17?   |
| Olympiakos FC       | Total     | 70      | 36    | ?       | ?    | 17          | 3           | 87?     | 39?   |
| AEK Atenes          | 2007–08   | 29      | 8     | ?       | ?    | 2           | 1           | 31?     | 9?    |
| AEK Atenes          | Total     | 29      | 8     | ?       | ?    | 2           | 1           | 31?     | 9?    |
| Bunyodkor           | 2008      | 12      | 7     | ?       | ?    | 4           | 1           | 16?     | 8?    |
| Bunyodkor           | 2009      | 30      | 20    | ?       | ?    | 9           | 1           | 39?     | 21?   |
| Bunyodkor           | 2010      | 11      | 6     | ?       | ?    | 2           | 2           | 13?     | 8?    |
| Bunyodkor           | Total     | 53      | 33    | ?       | ?    | 15          | 4           | 68?     | 37?   |
| São Paulo FC        | 2011      | 8       | 1     | 4       | 0    | -           | -           | 12      | 1     |
| São Paulo FC        | Total     | 8       | 1     | 4       | 0    | -           | -           | 12      | 1     |
| Total en la carrera |           | 558     | 271   | 29?     | 14?  | 101         | 40          | 688?    | 325?  |

## Palmarès
- Amb la selecció del Brasil:
  - Medalla de Bronze a Atlanta 1996
  - Subcampió de la Mundial de França de 1998.
  - Campió de la Copa Amèrica de futbol de 1999
  - Campió de la Mundial de Corea de 2002.
- Amb el Palmeiras (Brasil):
  - Campionat Brasiler: 1994.
  - Campionat Paulista: 1996.
- Amb el FC Barcelona (Catalunya):
  - 2 Lliga espanyola de futbol: 1997-1998 i 1998-1999.
  - 1 Supercopa d'Europa: 1997-1998.
  - 1 Copa del Rei: 1998.
  - 1 Copa Catalunya: 1999-2000.
- Amb l'AC Milan (Itàlia):
  - 1 Copa d'Itàlia: 2002-2003.
  - 1 Lliga de Campions de la UEFA: 2002-2003.
- Amb l'Olympiakos FC (Grècia):
  - 2 Lliga grega de futbol: 2004-2005 i 2005-2006.
  - 2 Copa de Grècia: 2004 i 2005.
- Títols individuals:
  - 1 Pilota d'Or europea: 1999.
  - 1 FIFA World Player: 1999.
  - 1 "Millor jugador Iberoamericà".
  - 1 Màxim golejador de la Copa Amèrica 1999.
  - 1 "Millor jugador de la Copa Amèrica 1999.
  - 1 Onze d'Or: 1999.